# Wyższa Szkoła Partyjna im. W.I. Lenina
Wyższa Szkoła Partyjna im. W.I. Lenina (Shkolla e Lartë e Partisë „V.I. Lenin”) - uczelnia kształcenia kierowniczej kadry partyjnej i państwowej w Albanii (1945-1991).

## Charakterystyka
Szkoła powołana 8 listopada 1945 w celu edukacji marksistowsko-leninowskiej. Początkowo było to szkolenie na poziomie kursu partyjnego, następnie przekształcone w szkołę szkolenia partyjnego. Z okazji 85. rocznicy urodzin W.I. Lenina w 1955 decyzją KC APP nadano nazwę Szkoły Partyjnej im. „W.I. Lenina”. Do 1966 funkcjonowała jako 3-letnie liceum ogólnokształcące. Działały też kursy kwalifikacyjne z ekonomii i ideologii. W 1968 podniesiono jej status do Wyższej Szkoły Partyjnej. Na uczelnię przyjmowani byli funkcjonariusze partyjni i pracownicy pełniący kierownicze funkcje w organach państwa i gospodarki; na kierunek organizacji masowych - robotnicy produkcyjni posiadający wykształcenie średnie wykształcenie lub wyższe. Co roku uczelnię kończyło kilkuset absolwentów.
W 2003 Ministerstwo Oświaty zakomunikowało, że absolwenci szkoły ukończyli uniwersyteckie studia wyższe  (Studime të Arsimt të Lartë Universitar) w zakresie studiów filozoficzno-politologicznych.

## Dyrektorzy
- 1966-1980 - Fiqrete Shehu[3]
- 1983-1988 - Jorgji Sota[4]

## Media
- Czasopismo „Studime Politike Shoqërore” (Polityczne Nauki Społeczne)[5].

## Siedziba
mieściła się w dzielnicy Tirany - Laprakë przy Rruga Dritan Hoxha 1, w budynku z 1970 (proj. Koço Komi) zajmowanym obecnie przez szkołę międzynarodową Albanian College Tirana.